# Transvision Vamp
I Transvision Vamp sono stati un'alternative rock band britannica. Il gruppo, formato nel 1986 da Wendy James e Nick Christian Sayer, raggiunse il successo nelle classifiche nazionali negli anni ottanta. James, cantante e leader del gruppo, attrasse l'attenzione dei media grazie alla sua immagine sensuale e allo stesso tempo ribelle.

## Carriera
La formazione originaria della band era composta da James, Sayer, Dave Parsons (basso), Tex Axile (tastiere) and Pol Burton (batterie). Parsons e Axile provenivano entrambi da gruppi punk prima di entrare nella band - Parsons dai Partisans, e Axile da varie formazioni, tra le quali le più note erano i The Moors Murderers, gli X-Ray Spex e gli Agent Orange.
Il gruppo andò sotto contratto con la MCA e pubblicò nell'aprile del 1988 un singolo con la cover della canzone degli Holly and the Italians Tell That Girl to Shut Up, ma raggiunse solo la posizione numero 45 nella classifica dei singoli inglesi. Un mese dopo il singolo successivo I Want Your Love, con la sua fusione pop/punk, entrò nella top 10, e raggiunse la posizione 5 in Gran Bretagna. Minor successo venne raggiunto con i due successivi singoli, intitolati "Revolution Baby" e "Sister Moon", che raggiunsero rispettivamente la posizione 30 e 41 nella UK Singles Chart nel 1988. La band incise l'album di grande successo Pop Art, che venne pubblicato in ottobre e rimase nella classifica degli album più venduti per 32 settimane, raggiungendo la posizione numero 4.
Pol Burton lasciò il gruppo dopo il tour di promozione dell'album di debutto, e venne sostituito nelle apparizioni live da Martin Hallett (conosciuto come Mallett). Il chitarrista James "Jazz" Piper venne inoltre aggiunto nella formazione per gli spettacoli dal vivo.
Il 1989 fu l'anno di maggiore successo per la band, con il singolo di successo Baby I Don't Care e l'album Velveteen, che entrò nella Official Albums Chart alla numero 1, restando in classifica per 26 settimane.
Nel 1990 la MCA rifiutò di pubblicare il loro terzo album Little Magnets Versus the Bubble of Babble in patria, con la motivazione della disapprovazione della direzione verso cui tendeva il loro sound.

## Attività Post-Vamp
Anthony Doughty (Tex Axile) formò una band con Matthew Ashman, Kevin Mooney, John Reynolds e John Keogh, nella quale lui suonava le tastiere. Pubblicarono un album, prodotto da Trevor Horn, col nome "Silence Running" nel 1992. John Keogh perse la vita poco dopo l'uscita dell'album ed Ashman un paio di anni dopo. Doughty continuò a pubblicare album da solista per la sua etichetta.
Dave Parsons entrò nei Bush, un gruppo post-grunge destinato a vendere oltre 10 milioni di album.
James intraprese la carriera solista, senza grande successo. Il suo album, scritto da Elvis Costello, arrivò solo alla posizione numero 43 nelle classifiche, e nessuno dei 3 singoli estratti si piazzò nella UK Top 30. In seguito registrò un altro album per la One Little Indian, che non venne mai pubblicato. Nel 2004 formò una band dal nome Racine, con la quale pubblicò due album.

## Formazione
- Wendy James - voce (1986-1991)
- Nick Christian Sayer - chitarra (1986-1991)
- Dave Parsons - basso (1986-1991)
- Tex Axile - tastiere e batterie (1986-1991)
- Pol Burton - batterie (1986-1989)

## Discografia
Album in studio
- 1988 - Pop Art
- 1989 - Velveteen
- 1991 - Little Magnets Versus the Bubble of Babble

Singoli
- 1987 - Revolution Baby
- 1988 - Tell That Girl to Shut Up
- 1988 - I Want Your Love
- 1988 - Sister Moon
- 1989 - Baby I Don't Care
- 1989 - The Only One
- 1989 - Landslide of Love
- 1989 - Born to Be Sold
- 1989 - Child of the Age
- 1991 - (I Just Wanna) B with U
- 1991 - If Looks Could Kill

Compilation
- 1990 - The Complete 12"ers Collection Vol. 1
- 1992 - Mixes
- 1998 - Kiss Their Sons
- 2002 - Baby I Don't Care